# Rekreační areál Pilák
Rekreační areál Pilák je volnočasový areál, který byl oficiálně otevřen 5. července 2014 u Pilské nádrže (Piláku) ve Žďáru nad Sázavou, v blízkosti autokempu. Provozovatelem je Sportis, příspěvková organizace města Žďár nad Sázavou. 

## Historie
Pilská nádrž byla v minulosti masově oblíbenou rekreační zónou. Kvůli zanedbání a zhoršení kvality vody však místo získalo špatnou pověst. Kvalitu vody zhoršovaly zemědělské aktivity i skutečnost, že řada domů v Polničce nebyla napojena na čističku a splašky tekly do Piláku. Napojení domů v Polničce na kanalizaci a čističku probíhá postupně. V roce 2013 město investovalo do generální opravy hráze. Dlouhodobě město jedná s Povodím Vltavy o odbahnění nádrže, podle prohlášení z roku 2014 chce Povodí Vltavy s. p. do roku 2020 zpracovat studii na zaměření a odtěžení sedimentů.  V rámci obnovy město nechalo v posledních letech před rokem 2015 vybudovat vstupy do vody a nasypat na první metry dna písek, a byl bójkami vyhrazen prostor, do kterého nemohou rybáři. V roce 2015 byl Pilák podle hygieniků nejčistší z pěti sledovaných koupacích vodních ploch na Žďársku.
Vybudování rekreačního centra Pilák na ploše zhruba 5 hektarů v letech 2013–2014 stálo 32 milionů korun, z toho 85 % (necelých 23 milionu Kč) bylo dotováno z Regionálního operačního programu Jihovýchod. Centrum je součástí Santiniho okruhu za poznáním a aktivním vyžitím.
Areál byl slavnostně otevřen 5. července 2014. Podle předběžných odhadů provozovatele z roku 2017 má areál ročně kolem 70 tisíc návštěvníků.

## Vybavení a služby

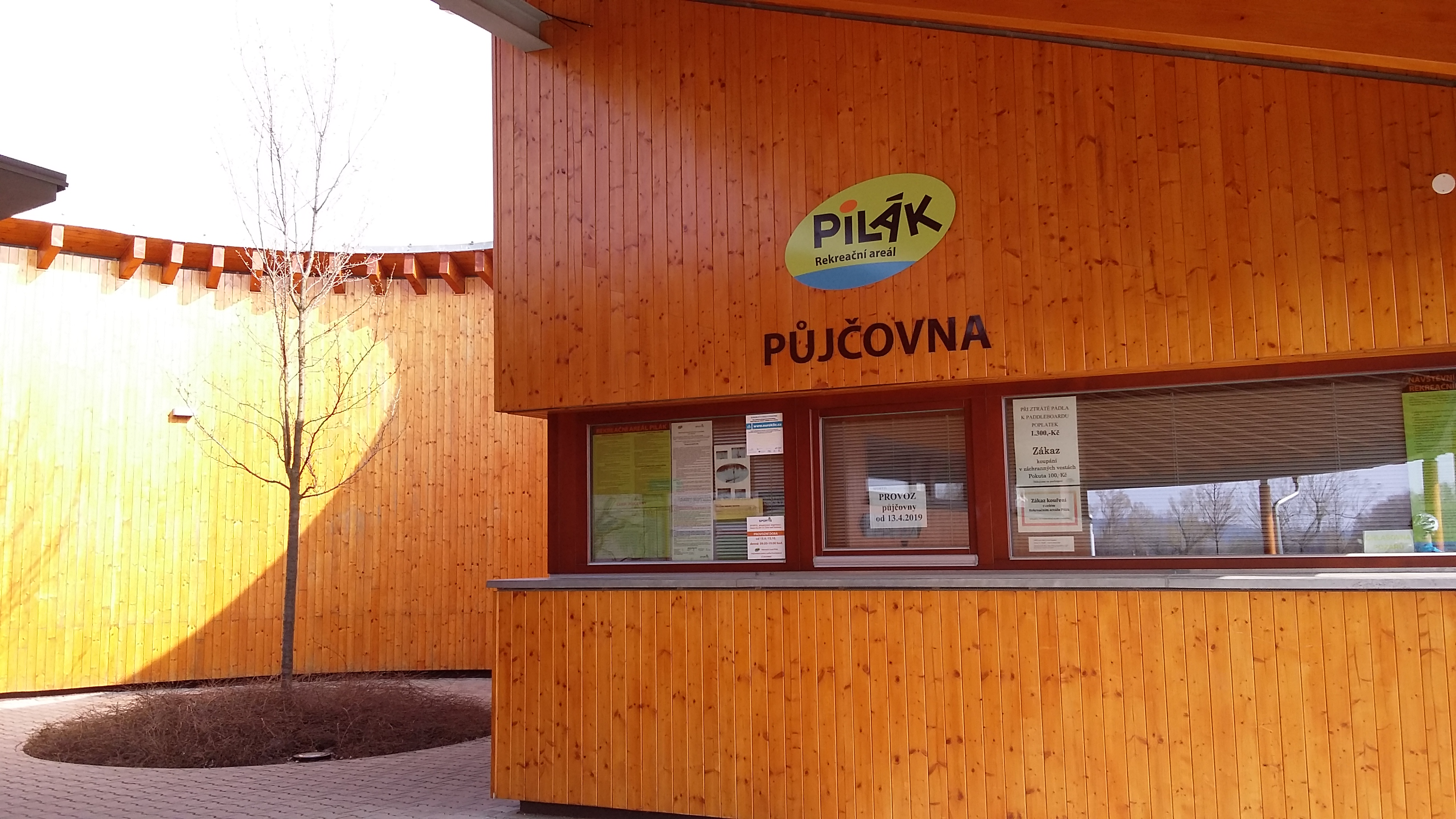
Půjčovna sportovních potřeb

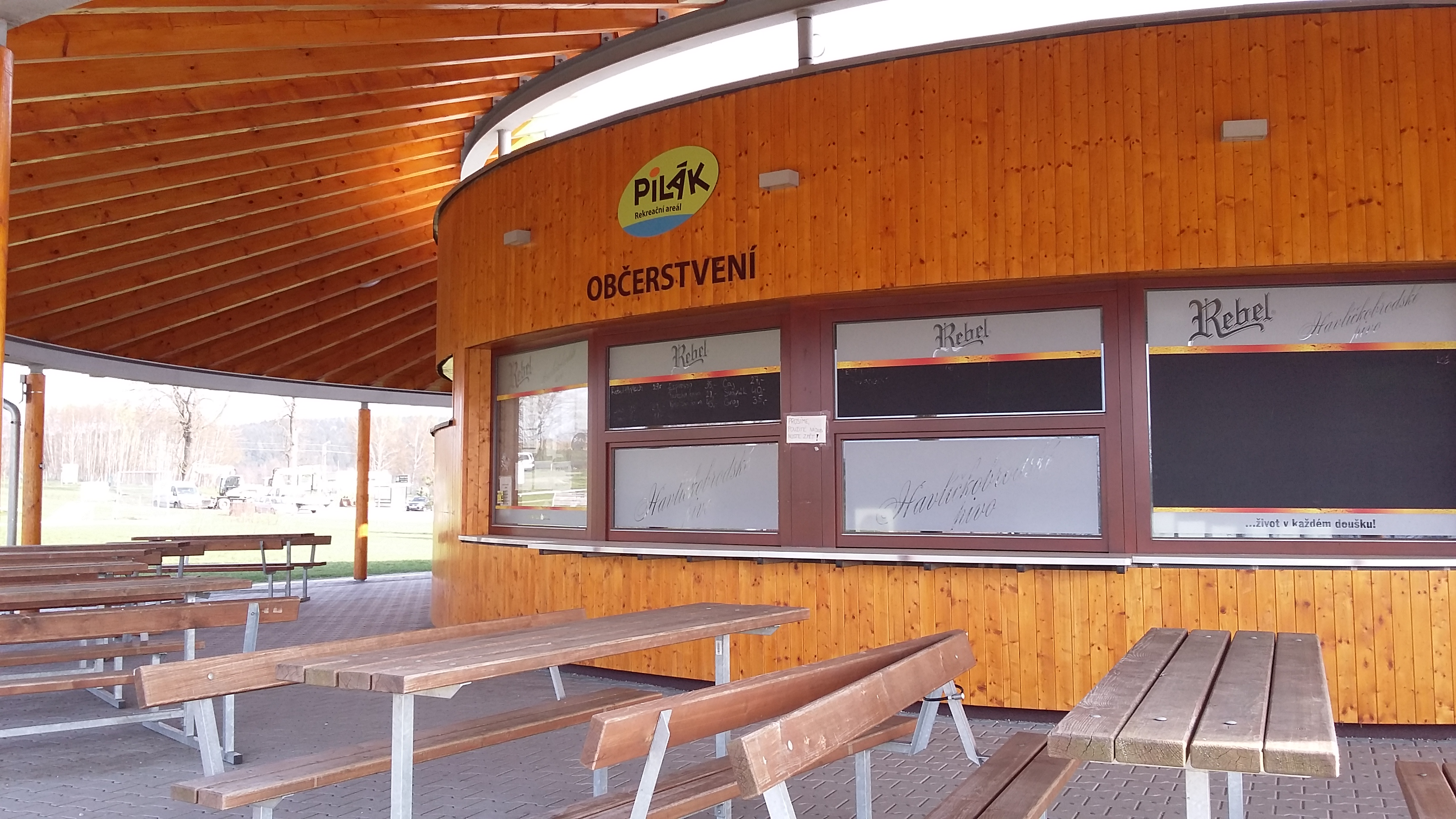
Občerstvení

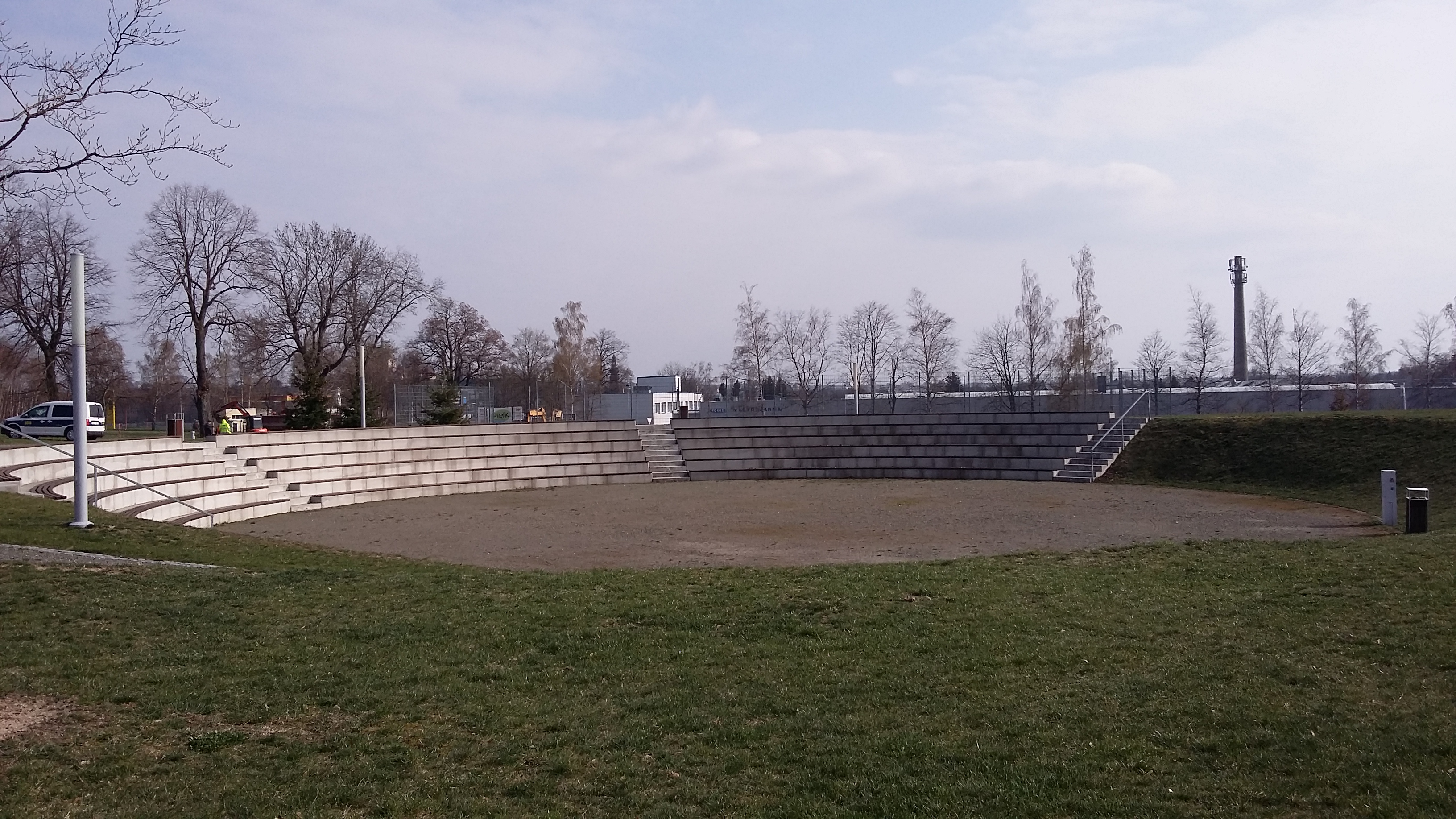
Amfiteátr

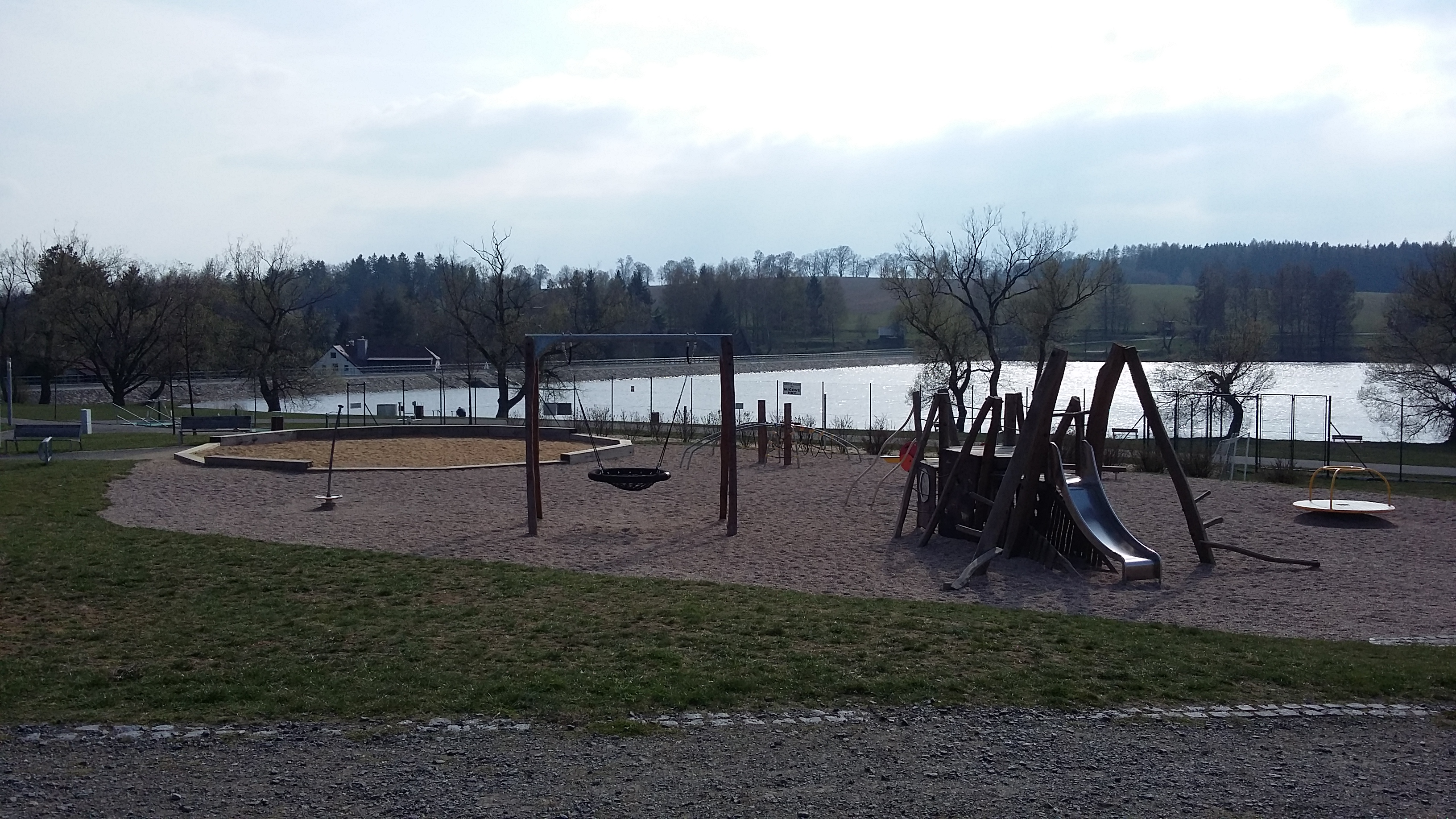
Dětské hřiště

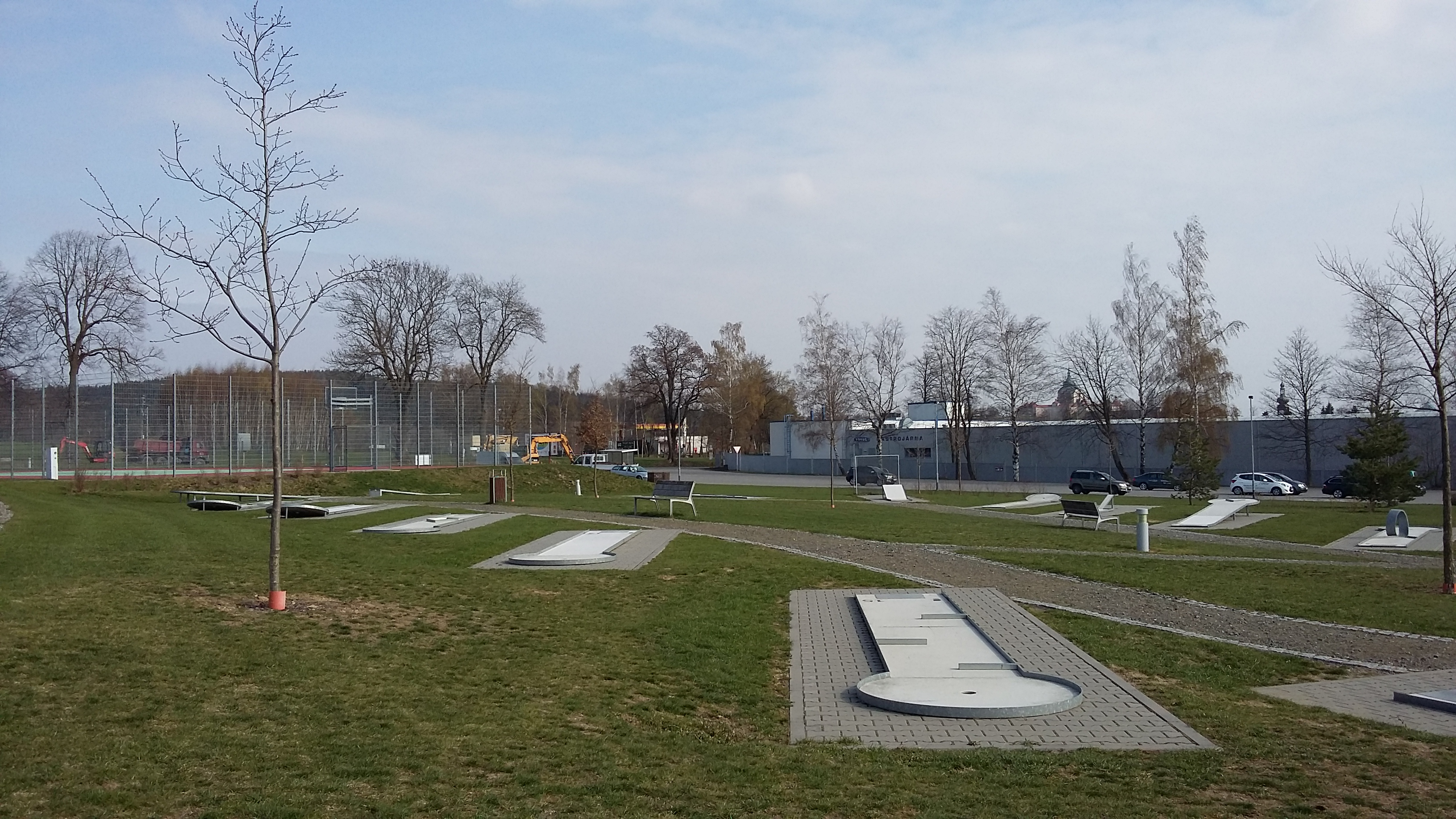
Minigolf - Pilák

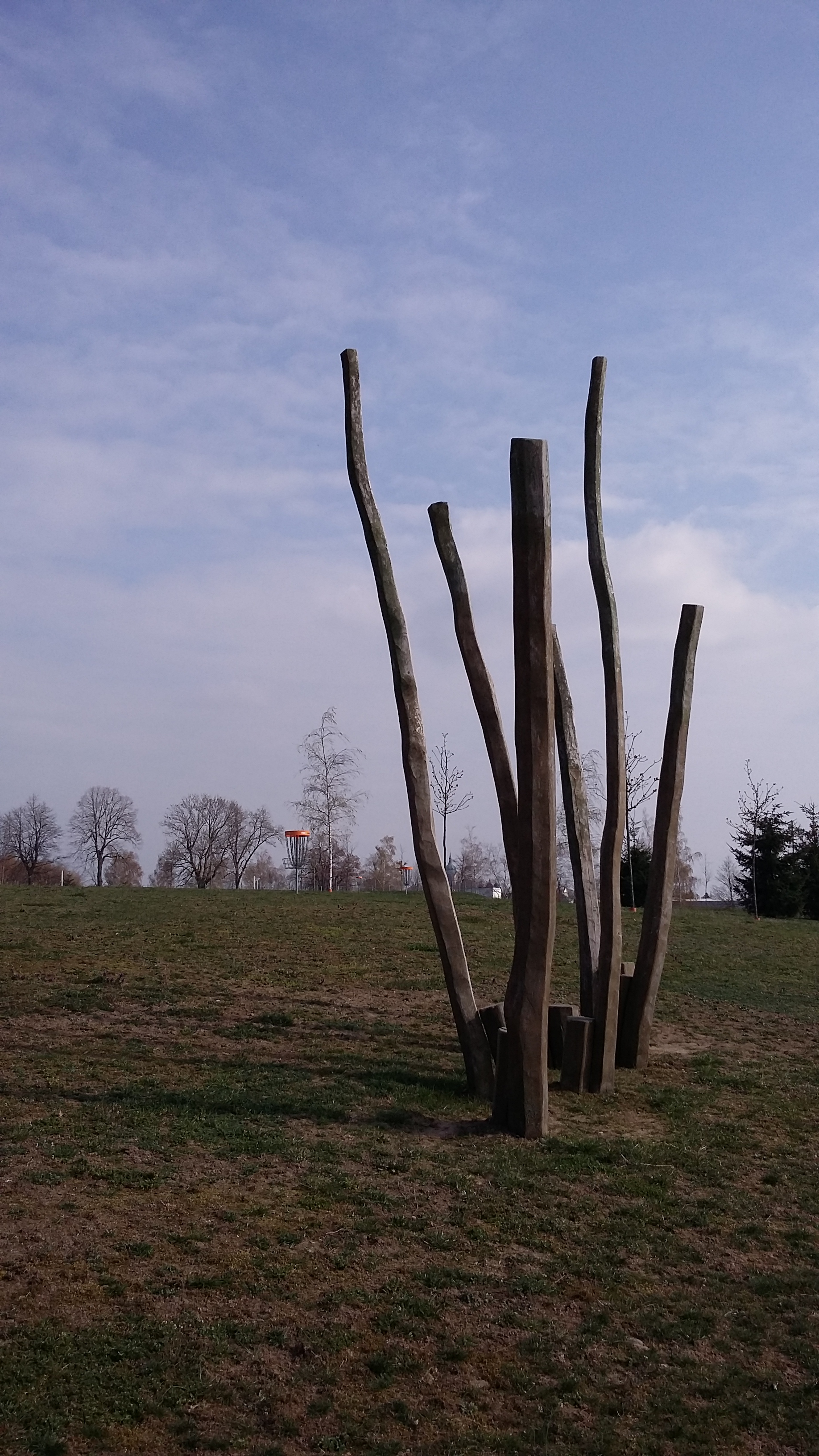
Balanční dráha

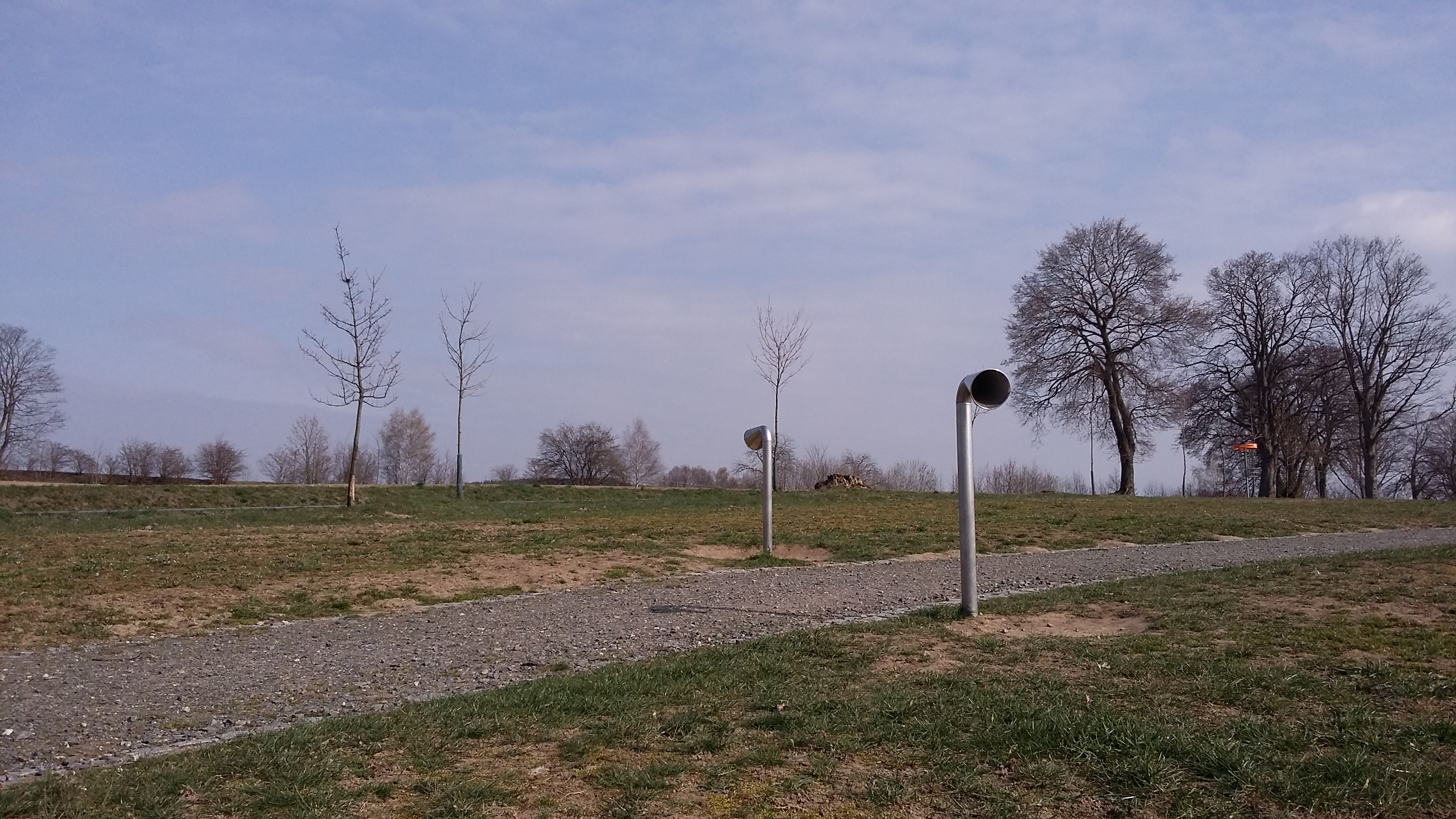
Šeptanda

Areál je vybaven toaletami, sprchami, převlékacími koutky, přebalovacím pultem a šatnami. 
Občerstvení, kde se podávají i teplá jídla a denní menu, i půjčovna sportovních potřeb jsou otevřeny pouze během letní sezóny, která začíná v polovině dubna. V půjčovně je možné si pronajmout víceúčelové hřiště a půjčit paddleboard, loďky, vodní šlapadla, diskgolfové talíře, příslušenství pro stolní tenis, badminton a tenis, míče na volejbal, kopanou a basket, síť na volejbal, tenis a nohejbal, jízdní kola, koloběžky, inline brusle a Nordic walking hole.
V areálu je amfiteátr pro koncerty a divadelní představení.
Nachází se zde workoutová hřiště s pohyblivými a statickými stroji k posilování svalstva vlastní vahou. V areálu jsou tři dětská hřiště pro děti různého věku, minigolfové hřiště s 18 drahami různé obtížnosti. Pro hraní DiscGolfu je po celém areálu rozmístěno 9 košů. Dále jsou v areálu travnaté a písečné hřiště pro sportovní aktivity. 
V zadní části areálu, poblíž Hraničního kamene, se nachází lanová dráha s délkou 21 m a s nástupní rampou.
Sestavy dřevěných kůlů poskládaných do určitých tvarů (Balanční mikádo, Les na honěnou, Balanční dráha) jsou určeny k rozvíjení balančních dovedností.
Šeptanda je dvojice naslouchadel, které jsou spojeny podzemním zvukovodem.
V areálu se nachází sousoší lva a orlice od místního sochaře Michala Olšiaka. Znázorňuje historickou hranici mezi Čechy a Moravou, od niž je však sousoší vzdáleno přibližně 80 m.

## Dostupnost
Vedle areálu je neplacené parkoviště pro vozidla do 3,5 t s kapacitou 92 parkovacích míst, z toho 5 míst je vyhrazených pro vozidla převážející osoby se zdravotním postižením. K areálu zajišťuje dopravu osob pravidelná linka MHD. Dále areálem je vedena cyklotrasa č. 5061 spojující město Žďár nad Sázavou a obec Polnička.